# 駅船
駅船（えきせん）は、律令制において水駅もしくはそれに準じた駅家に設置された船。

## 概要
厩牧令に水駅では閑繁を計って駅ごとに船4隻以下2隻以上の船を設置できるとある。だが、日本の律令制において実際に置かれた水駅は数か所しかなく、実際には『令義解』に示された「水陸兼送」すなわち陸上（馬）と水上（船）を併置した駅が存在した場所にも駅船が設置されていたとみられている。『延喜式』の兵部省式には、駅馬と駅船の配置状況が示されているが、出羽国佐芸駅には馬4疋・船10隻が配置されるなど、必ずしも令制に従った船の配置が行われていた訳ではなかった。